# 小行星9884
小行星9884（英語：9884 Pribram）是一颗围绕太阳公转的小行星。1994年10月12日，米洛什·季希、茲德內克·莫拉維克在克列特发现了此天体。
这颗小行星的绝对星等为74.68790等。